# Le Petit Senegal

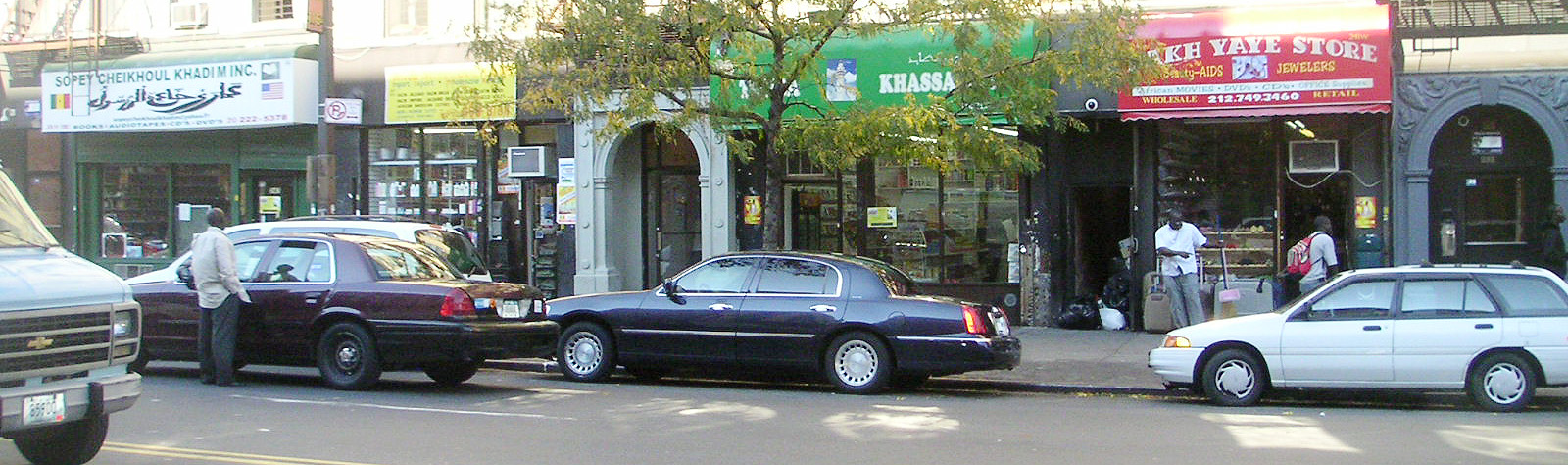
Foto de lojas africanas na Little Senegal

Le Petit Sénégal, ou Little Senegal ("O Pequeno Senegal" ou "Pequeno Senegal"), é um bairro na Cidade de Nova Iorque na borough de Manhattan. O bairro recebeu este nome devido a comunidade de imigrantes da África Ocidental.